# Kaine
Kaine è un personaggio dei fumetti creato da Terry Kavanagh (testi) e Steven Butler (disegni), pubblicato dalla Marvel Comics. La sua prima apparizione è in Web of Spider-Man (vol. 1) n. 119 (dicembre 1994).

## Biografia del personaggio

### La nascita di Kaine
Kaine è un clone deforme di Peter Parker, creato in laboratorio dallo Sciacallo, nemico di Spider-Man. Nel tentativo di clonare Peter Parker, il professor Miles Warren (alias lo Sciacallo) ebbe delle iniziali difficoltà nel processo di clonazione. Prima di generare il clone perfetto di Spider-Man, creò quello che poi sarà conosciuto come Kaine, un clone difettoso di Peter, vittima della degenerazione cellulare.
Questo difetto lo portò ad odiare il clone di Peter privo di difetti, Ben Reilly. L'odio nutrito verso Ben porterà Kaine sulla strada del reale Peter Parker durante quella che è conosciuta come la saga del clone.

### Il processo di Peter Parker
Durante la saga del clone Peter Parker viene accusato dell'omicidio della poliziotta Louise Kennedy (uccisa da Kaine) a causa delle impronte digitali uguali a quelle del suo clone deforme. Mentre Peter è in prigione in attesa di processo, Kaine affronta ed uccide il Tetro Cacciatore ed il Dottor Octopus, marchiando entrambi con il suo Marchio di Kaine, un tocco con la mano che imprime una notevole ustione sul volto.

### Maximum Clonage
Nel ciclo Maximum Clonage, Kaine apprende la notizia, poi rivelatasi falsa, che Peter è il clone e Ben Reilly è l'originale Spider-Man. Lo Sciacallo gli confonde poi ancora maggiormente le idee facendogli credere che egli fosse in possesso di una cura per la degenerazione cellulare. Confuso e scettico Kaine, in compagnia di Peter e di Ben affronta decine di cloni nel laboratorio dello Sciacallo. Dopo che uno di essi, Ragnocidio, ha impalato Kaine, lo Sciacallo, in un momento di pietà verso la sua creatura, lo pone in una camera rigenerativa.

### Redenzione
Kaine è ormai ossessionato da Ben Reilly, il clone perfetto di Spider-Man, e pianifica la sua vendetta contro di lui. Riesce a far ritrovare Ben e Janine Godbe (ex fidanzata di Ben Reilly) e, una volta ricongiunti, li fa illudere di poter vivere una esistenza felice insieme. In realtà li attacca e fa credere all'eroe che la ragazza è rimasta uccisa. Ben Reilly, una volta scoperto l'inganno, viene attirato nell'ex laboratorio dello Sciacallo. Qui Kaine lo stordisce, lo avvelena e quando si risveglia scopre che il clone deforme gli ha somministrato l'antidoto e lo ha riunito a Janine. Il giorno dopo la polizia arresta la ragazza in seguito ad una chiamata anonima di Kaine. Ben fa evadere Janine di prigione e lei gli spiega che Kaine l'aveva ricattata per farla scomparire dalla sua vita. Per questo gli aveva fatto credere di essersi suicidata. Kaine attacca quindi i due ragazzi. Ne scaturisce un grande incendio. Kaine salva Ben e Janine dal fuoco, poi tenta di suicidarsi attaccando la polizia; ma Ben lo salva. Kaine perdona così Ben e si costituisce con Janine.

### Il Ritorno
Kaine ritorna poi a New York City e si ritrova coinvolto nella battaglia tra Spider-Man (Peter Parker) e Raptor. Kaine è uno dei pochi che ricorda l'identità segreta di Peter, dopo gli eventi di un nuovo giorno.
Raptor attacca Harry Osborn e le cugine di Peter a casa di Zia May, esponendo l'identità segreta di Peter. In realtà Raptor vuole colpire quello che lui crede essere Ben Reilly, che ritiene colpevole della morte dei suoi cari. Kaine, una volta scoperto il doppio gioco di Raptor, che gli aveva promesso una cura alla degenerazione cellulare, lo uccide spezzandogli il collo.
Nel corso del ciclo intitolato La Sfida Kaine viene ridotto in fin di vita dai figli di Kraven, Alyosha e Ana Kravinoff. Si trascina quindi fino alla porta di Peter mettendolo in guardia. In seguito, dopo essersi ripreso, tramortisce Peter e ne indossa il costume, in modo che i Kravinoff uccidano lui, nel rituale che ha lo scopo di resuscitare il vero Sergei Kravinoff, per il quale era necessario il sangue dell'originale Uomo Ragno. Così, l'originale Kraven, essendo risorto dal sacrificio di un impostore (perlopiù un clone imperfetto), si ritrova in uno stato di non-vita. Sconfitti i cacciatori, Peter seppellisce Kaine, incidendo sulla lapide l'iscrizione: "Un Fratello". Tuttavia, il clone sembrerà risorgere come: "Tarantula".

### Spider Island
La Regina, alias Adriana Soria, si è messa in affari con il dottor Miles Warren, alias lo Sciacallo, per il controllo del genere umano. Per farlo trasformerà inizialmente la popolazione di New York in ragni enormi, denominati "Homo Arachnus", per mano di un virus creato appunto dallo Sciacallo con il DNA di Peter Parker. Il Virus inizialmente è stato diffuso con una specie geneticamente modificata di cimici, poi è mutato divenendo aereo. Il Virus muta solo il normale genoma umano, quindi mutanti e supereroi con genoma alterato ne sono immuni. Il Virus, con il nome di "virus di Spider-island", è diviso in quattro fasi:
- Fase 1: Il soggetto è infetto, ma non ha sviluppato ancora alcun potere ragnesco, è in grado tuttavia di infettare altri esseri umani.
- Fase 2: Il soggetto ha sviluppato poteri ragneschi, di base abbiamo quelli di Spider-Man ma in più tutti possono lanciare ragnatele organiche dai polsi e alcuni sviluppano poteri secondari sempre legati alle capacità dei ragni.
- Fase 3: Il soggetto comincia a mutare, iniziano a comparire nuovi occhi e altre due paia di braccia, il soggetto inizia a non rispondere più delle sue azioni ma comincia ad essere sotto l'influenza della Regina.
- Fase 4: Il soggetto è completamente mutato in un ragno gigante ed è completamente sotto l'influsso mentale della Regina.

In tutto ciò il dottor Warren aveva sottoposto due individui ad un particolare processo che creava degli "ibridi" ragno-uomo, infatti spuntavano 4 zampe di ragno giganti dalla schiena, spuntavano altre 4 paia di occhi, inoltre si sviluppava la massa muscolare dell'individuo ed una mascella simile a quella dei ragni. I due individui in questione sono il Supersoldato Steve Rogers che divenne il "Re Ragno" e il clone di Peter Parker, Kaine, che divenne Tarantula. I due sono alla completa mercé della Regina e dello Sciacallo, il primo poi nel cercare di espandere il virus al di fuori di New York si imbatte nel nuovo Venom, alias Flash Thompson, mentre Tarantula deve andare al laboratorio della Horizon, dove Peter ormai lavora stabilmente, per infettare la riserva di antidoto sviluppata dall'Anti-Venom, alias Eddie Brock. Qui si scontra con Spider-Man che riesce a salvare la riserva e a salvare Kaine lanciandolo nella vasca contenente l'antidoto che non solo restituisce al clone la forma umana, ma lo cura dalla degenerazione cellulare rendendolo finalmente una copia esatta di Peter.
Kaine, con la tuta Stealth progettata da Peter, e Spider-Man vanno nel luogo dove la Regina, ormai divenuta un ragno gigantesco, affronta i Vendicatori assieme agli X-men, mentre Spider-Man diffonde l'antidoto con gli Octobot del Dottor Octopus, indebolendo così il legame tra la Regina e la sua "Colonia" e così il suo potere, Kaine assieme a Ms. Marvel riesce con degli aculei che gli sono usciti dai polsi, simili a quelli che aveva Peter prima degli avvenimenti di un nuovo giorno, ottenuti durante la saga l'Altro, a colpire la Regina trafiggendola in gola, infine tutti assieme le diedero il colpo finale. Dopo che tutti sono stati resi normali e la città riprende piano piano il suo corso normale Kaine decide di partire verso una meta ancora sconosciuta dopo aver parlato con Madame Web, ora Julia Carpenter.

### Ragno Rosso
Dopo aver fermato alcuni rapinatori e aver trafugato il loro denaro, Kaine inizia un viaggio attraverso gli Stati Uniti al solo scopo di entrare in Messico. Durante la sua permanenza a Houston ferma dei trafficanti di corpi umani e salva una ragazza, sepolta sotto un mucchio di cadaveri, per poi lasciarla in un ospedale. In seguito un energumeno dai devastanti poteri pirotecnici fa irruzione nell'ospedale alla ricerca della ragazza, di nome Aracely. Kaine, in procinto di lasciare la città, nota le esplosioni provenienti dal luogo e, contro ogni aspettativa, viene sopraffatto da un improvviso senso di responsabilità; indossa allora il costume lasciatogli dall'originale Peter Parker e affronta il superciminale, di nome Salamander, il quale si rivela un nemico terribile. Il criminale è comunque stupito dall'abilità del suo avversario tanto da affibbiargli il nome di "Araña Escarlata" (Scarlet Spider) e, solo dopo una dura lotta, viene finalmente sconfitto. Le persone sul luogo applaudono il nuovo eroe che, ritornato in ospedale per controllare le condizioni della ragazza, viene sorpreso da un medico e da un dottore che lo invitano a rimanere in città. Kaine, sentendosi responsabile delle condizioni in cui versa la ragazza la prende con sé di nascosto e decide di "prolungare" la sua permanenza. Ora anche Houston ha il suo eroe. Successivamente Kaine affronterà Ana Kravinoff, i Cani da guardia e la Gilda degli Assassini.

### Minimum Carnage
Kaine viene facilmente sconfitto da Carnage, che entra nel Microverso attraverso il Pozzo di Prometheus. Successivamente lo raggiunge e lo affronta nuovamente al fianco dell'Agente Venom (Flash Thompson), prima nel Microverso e poi a Houston. Dopo averlo sconfitto lo lobotomizza.

### L'Altro
Dopo aver subito una pesante sconfitta per mano dei fratelli Lobo, Kaine rinasce come l'Altro (come era successo a Peter durante Evolvi o Muori) e massacra i due trasformato in un ragno umanoide. Comincia una relazione con la barista del suo Hotel Annabelle Adams.

### Kaine VS Wolverine
Kaine è costretto a svolgere un lavoro per la Gilda degli Assassini, che ha risparmiato la vita del suo amico il dottor Donald Meland e viene incaricato di uccidere Wolverine. Finge di accettare e si reca a New York con Aracely (che ha preso il nome in codice di Colibrì) e apparentemente elimina il mutante. In realtà usando i poteri telepatici di Aracely, si mette d'accordo con il canadese per inscenare la sua morte e i due si recano insieme alla Gilda per annientarla. Si ritrovano poi ad affrontare una rediviva Morte Rosse ma riescono a sconfiggerla e la Gilda passa sotto il controllo di Kingpin.

### Rivalità tra fratelli
Successivamente si recò dal "fratello" Peter ignaro che nel suo corpo ci fosse ora la mente di Otto Octavius e i due affrontarono insieme lo Sciacallo. Otto tuttavia mostrò un grande disprezzo verso Kaine ferendolo profondamente.

### Nella Tomba
Kaine venne poi attaccato da Kraven, che lo torturò psicologicamente fingendosi Ben Reilly. Kraven voleva obbligare Kaine a ucciderlo, al fine di rompere la maledizione che lo aveva reso immortale, perciò rapì i suoi amici per motivarlo. Alla fine, Kaine gli diede un colpo fatale al petto, paralizzando il suo cuore. Poi, con lo stesso attacco, lo riportò in vita, rompendo apparentemente la maledizione. Durante l'attacco di Kraven, Donald Meland fu ferito a morte, spingendo un altro amico di Kaine il poliziotto Wally Layton a cercare indizi su di lui per arrestarlo. Wally decise di agire, contemporaneamente a Shathra che assalì il clone di Pete contemporaneamente a Zoe Walsh che lo attaccò con un bazooka, per vendicare il padre un imprenditore disonesto che il Ragno Rosso aveva fatto cadere in coma. Kaine riuscì a salvare tutti i presenti (Wally, Annabelle, Aracely, e anche Zoe), e a uccidere Shathra, trasformandosi in un ragno umanoide controllato dall'Altro. Subito dopo dicendo di non essere un eroe, ha lasciato Houston con Aracely; i due sono andati in Messico per scoprire qualcosa sul passato di quest'ultima.

### New Warriors
Successivamente, a Mazatlan (Messico), Kaine e Aracely hanno salvato alcuni turisti dai rapinatori su insistenza della ragazza. Dopo in spiaggia i due hanno trovato i cadaveri di numerosi Atlantidei e Devianti e dall'acqua è emersa l'atlantidea Faira Sar Namora che stava cercando eroi. I tre vengono rapiti dagli Evoluzionari e si uniscono alla nuova formazione dei New Warriors (oltre a loro ci sono Justice, Speed Ball, Nova, Haechi e Sun Girl) dopodiché fermano la bomba dell'Alto Evoluzionario. Kaine mostrerà un certo feeling con Serpe d'Acqua e sebbene all'inizio fosse riluttante ad unirsi al gruppo, si è poi convinto che i New Warriors avrebbero potuto aiutarlo a diventare una persona migliore.

### Ragnoverso
Kaine viene attaccato da Daemos degli Eredi, che sconfigge facilmente i New Warriors, quando il clone riesce a ferire il vampiro psichico questo lo riconosce come avatar dell'Altro. Prima Daemos potesse divorarlo, il vecchio Spider-Man, Spider-Woman, Bruce Banner- Spider-Man, e Ben Reilly sono arrivati a salvarlo. Dopo aver visto Gwen, inizialmente ha creduto che tutto fosse opera dello Sciacallo fino a quando ha visto Ben. Gwen è stata in grado di salvare Kaine e il gruppo si è ritirato su Terra-13, anche se Banner è stato paralizzato e catturato. Superior Spiderman poco prima di un attacco di Daemos, nota che i valori energetici di Kaine sono altissimi. Dopo aver compreso che gli Eredi adoperano corpi clonati, si reca con Ben Reilly e Ultimate Jessica Drew, nel mondo in cui Jennix li fabbrica per tentare di bloccare la produzione. Il trio riesce nell'impresa a costo della vita di Ben; preso dalla rabbia per la morte di Reilly, Kaine va su Terra-001, la base degli eredi, per vendicarsi. Giunto lì riesce ad uccidere il capo degli Eredi Solus. Viene apparentemente ucciso da Morlun ma dopo la sconfitta dei vampiri psichici si vede il suo braccio, muoversi.

## Poteri e abilità
Kaine possiede vari attributi sovrumani. Essendo un clone di Spider-Man (Peter Parker), inizialmente aveva poteri identici ai suoi ma alcuni di questi poteri sono stati modificati a causa della degenerazione cellulare di cui soffriva. Una volta guarito dalla mutazione in Tarantula e dalla degenerazione cellulare, i suoi poteri sono stati aumentati. Dopo aver abbracciato l'Altro, Kaine possiede nuove abilità.
Forza sovrumana: Come Peter Parker, Kaine possiede una forza sovrumana. Inizialmente, la sua forza era maggiore di quella del suo originale, ed egli poteva alzare circa 40 tonnellate. Nel corso del tempo e con il procedere della mutazione, la forza fisica di Kaine è aumentata fino a renderlo in grado di sollevare 60 tonnellate. Si è dimostrato capace di sconfiggere da solo Rhino e di tenere testa a Peter Parker, Ben Reilly, e Ragnocidio allo stesso tempo. Dopo che ha accettato l'Altro, è arrivato al livello di 80 tonnellate.
Velocità sovrumana: Kaine è in grado di muoversi a velocità che vanno oltre i limiti fisici naturali del migliore atleta umano.
Resistenza sovrumana: la muscolatura di Kaine è molto più efficiente di quella di un normale essere umano. I suoi muscoli producono minori quantità di tossine durante l'attività fisica quindi si stanca meno in fretta. In più può resistere a colpi che ucciderebbero una persona normale con poco o nessun danno.
Agilità sovrumana: agilità, equilibrio e coordinazione del corpo di Kaine sono potenziati a livelli oltre i limiti fisici umani. Nonostante le sue maggiori dimensioni Kaine è agile come Spider-Man.
Riflessi Sovrumani: i riflessi di Kaine sono migliori di quelli di un normale essere umano.
Immunità alla telepatia: Kaine è immune a qualsiasi tipo di controllo mentale di qualunque natura (psichico, magico ecc.) grazie a un mostro che attacca chiunque provi ad entrare nella sua mente.
Arrampicata: Kaine è in grado di attaccarsi a qualsiasi superficie e strisciarci su proprio come Spider-Man.
Marchio di Kaine: Kaine può usare il suo potere di adesione per marchiare la carne dei suoi avversari, lasciando segni simili ad un'ustione.
Pungiglioni: Kaine in origine aveva due artigli retrattili sul dorso di ogni mano simili a quelli di Wolverine. Dopo che i suoi poteri sono stati alterati in Spider-Island, ha dei pungiglioni che si estendono dai suoi avambracci, da cui può anche proiettare numerose spine di varia lunghezza.
Visione notturna: Dopo gli eventi di Spider-Island, Kaine possiede la visione notturna.
Ragnatele organiche: Kaine ha la capacità di produrre organicamente la propria ragnatela da ghiandole all'interno degli avambracci.
Allineamento psichico con gli Artropodi: Kaine può creare un allineamento psichico empatico e comprensivo con i ragni e gli insetti, però non può comunicare con loro direttamente o comandarli.
L'Altro: Quando è sotto pressione, Kaine si trasforma in un mostruoso aracnide controllato dall'Altro.
Immunità al senso di ragno: Kaine è immune al senso di ragno di Spider-Man dato che condividono lo stesso DNA.
Kaine sa parlare un po' lo spagnolo e il giapponese.

## Altri media

### Cinema
Kaine appare in un cameo in Spider-Man: Across the Spider-Verse.

### Televisione
Kaine appare in:
- Marvel Super Heroes: What The--?!
- Ultimate Spider-Man

### Videogiochi
- Kaine / Ragno Rosso appare in Marvel Puzzle Quest.
- Kaine / Spider-Man / Tarantula / Webslinger / Ragno Rosso appare in Spider-Man Unlimited.
- Kaine / Ragno Rosso appare come skin di Spider-Man in Spider-Man.
- Kaine / Ragno Rosso appare come skin di Spider-Man in Marvel Rivals.